# Sabo
Will Sabatini, bedre kendt som Sabo, er en Afro-beat / House / Funk-producer fra USA.